# Едвард Чарлз Пікерінг
Едвард Чарлз Пікерінг (англ. Edward Charles Pickering; 19 липня 1846 — 3 лютого 1919) — американський астроном, член Національної АН.

## Життєпис
Народився у Бостоні, старший брат астронома Вільяма Генрі Пікерінга. 1865 року закінчив Гарвардський університет. У 1865—1867 викладав математику в Гарварді, в 1867—1877 — професор фізики у Массачусетському технологічному інституті. З 1877 — директор Гарвардської обсерваторії, професор астрономії Гарвардського університету.
Наукові роботи належать до астрофотометрії і астроспектроскопії. Був організатором і керівником робіт зі складання відомих фотометричних і спектральних каталогів Гарвардської обсерваторії. Удосконалив методику візуальної фотометрії (запропонував як стандарт використовувати зірки Північного Полярного ряду, встановив нуль-пункт шкали зоряних величин), сконструював меридіанний фотометр, в якому досліджувана зірка порівнюється за допомогою поляризаційного пристрою з Полярною зіркою. У 1880-х роках взявся до масового застосування фотографії; вперше почав застосовувати об'єктивну призму для масового фотографування спектрів зірок.
1884 видав каталог «Гарвардська фотометрія», що охоплював 4260 зір від північного полюсу світу до схилення −30°; 1908 року з'явилося друге видання цього каталогу, в якому Пікерінг переглянув величини зір, яскравіших 6,5m; 1913 видано зведений каталог, що охоплював усе зоряне небо. З двох мільйонів спостережень, потрібних для цієї роботи, більше половини було здійснено самим Пікерінгом. У 1886—1889 роках Пікерінг зі співробітниками склав «Дреперівскій каталог зоряних спектрів», що містить спектри 10 351 зір, яскравіших 8-ї величини зі схиленням північніше −25° (видано 1890 року). 1897 року додатково було видано каталог південних зір. Класифікацію, застосовану у цих каталогах, було розроблено в Гарвардській обсерваторії, вона застосовується і досі. Продовженням робіт, розпочатих Пікерінгом, стало створення його співробітницею Енні Джамп Кеннон фундаментального каталога Генрі Дрейпера (1918—1924), що містить спектри майже 400 000 зірок.
Великими є заслуги Пікерінга у вивченні змінних зір. 1880 року він створив першу математичну теорію зміни блиску Алголя і вперше вказав, що фотометрична крива блиску дає можливість визначити розміри компонентів. Розробив класифікацію змінних зір за типами, що послужила основою сучасної класифікації. Розробив інтерполяційний метод оцінок блиску зірок («метод Пікерінга»). 1889 року відкрив існування спектрально-подвійних зірок. Запровадив у Гарварді та на спостережній станції Гарвардської обсерваторії в Арекіпа (Перу) систематичне фотографічне патрулювання всього неба ширококутними камерами для пошуку і вивчення змінних зір. За часів Пікерінга в Гарвардській обсерваторії було відкрито 3435 змінних зір. Створив Американську асоціацію спостерігачів змінних зір, що об'єднує кваліфікованих аматорів астрономії.

## Відзнаки і нагороди
- Почесний член багатьох наукових товариств
- член Лондонського королівського товариства (з 1907)
- член-кореспондент Петербурзької АН (з 1908)
- Премія Румфорда Американської академії мистецтв і наук (1891)
- дві золоті медалі Лондонського королівського астрономічного товариства (1886, 1901),
- Медаль Кетрін Брюс Тихоокеанського астрономічного товариства (1908),
- медаль Дрейпера Національної АН США

На честь братів Пікерінгів названо кратери на Місяці і на Марсі, та астероїд 784 Пікерінгія.